# Transporte en Andorra
Andorra es un país europeo sin salida al mar, situado entre Francia y España, cuya infraestructura de transporte se basa principalmente en la carretera.

## Ferrocarriles

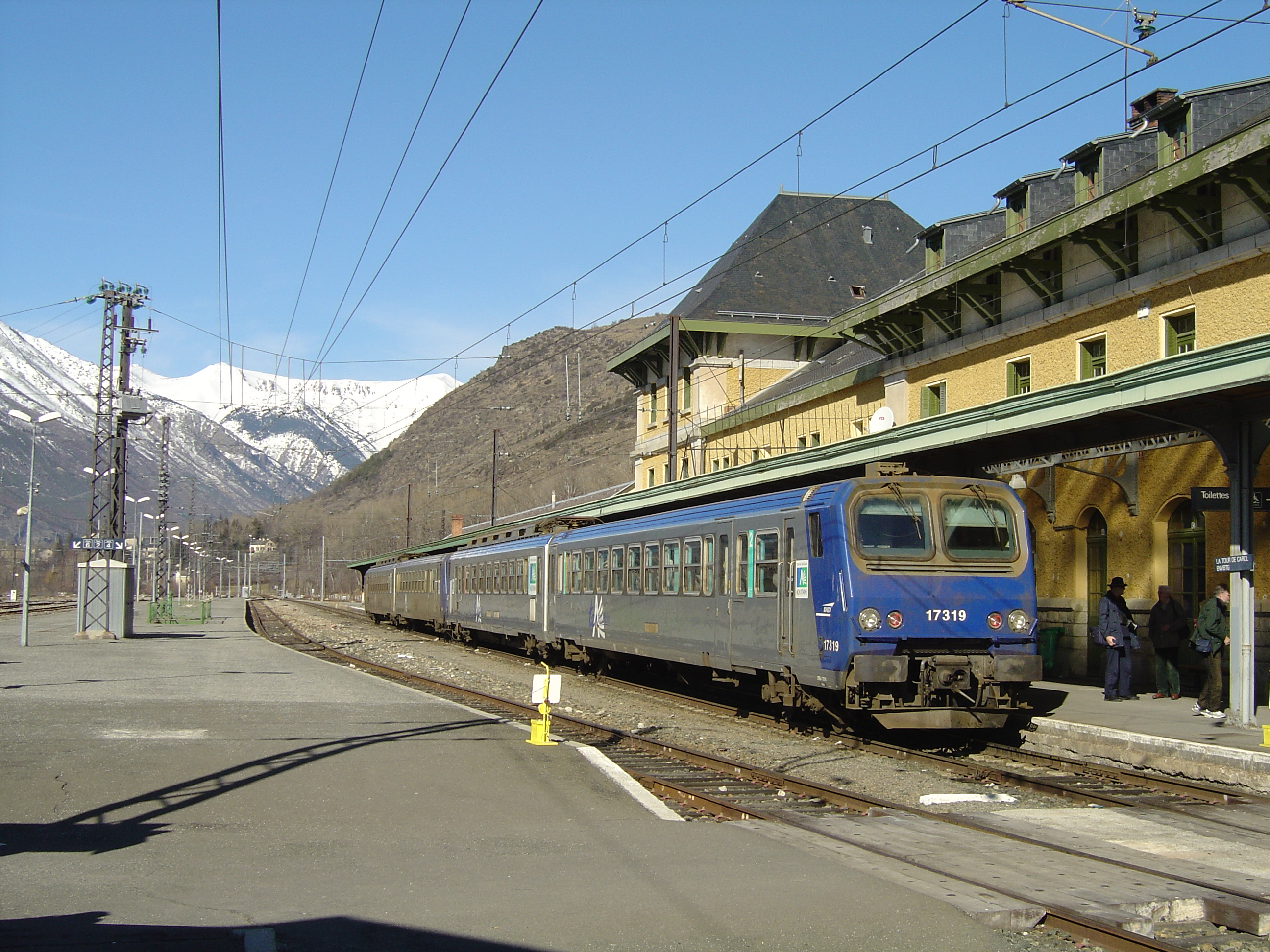
Un tren en Latour-de-Carol, una de las dos estaciones de Andorra.

Andorra no tiene ferrocarril, y nunca lo ha tenido, aunque la línea que conecta Torre de Querol y Toulouse, que a su vez conecta con los TGV franceses en Toulouse, pasa a menos de 2 kilómetros de la frontera andorrana. Una estación francesa está conectada por autobús con Andorra la Vieja — L'Hospitalet-près-l'Andorre (servida por la SNCF). Antes había un servicio de autobús hasta Latour-de-Carol, al que llegan tanto la línea de la SNCF a Toulouse como la de España (Renfe) a Barcelona.
El gobierno propuso un nuevo sistema de transporte público, "Metro Aeri", en 2004, pero no se ha construido. Habría sido un sistema de metro por cable elevado que se deslizaría por encima del río de la ciudad.

## Carreteras

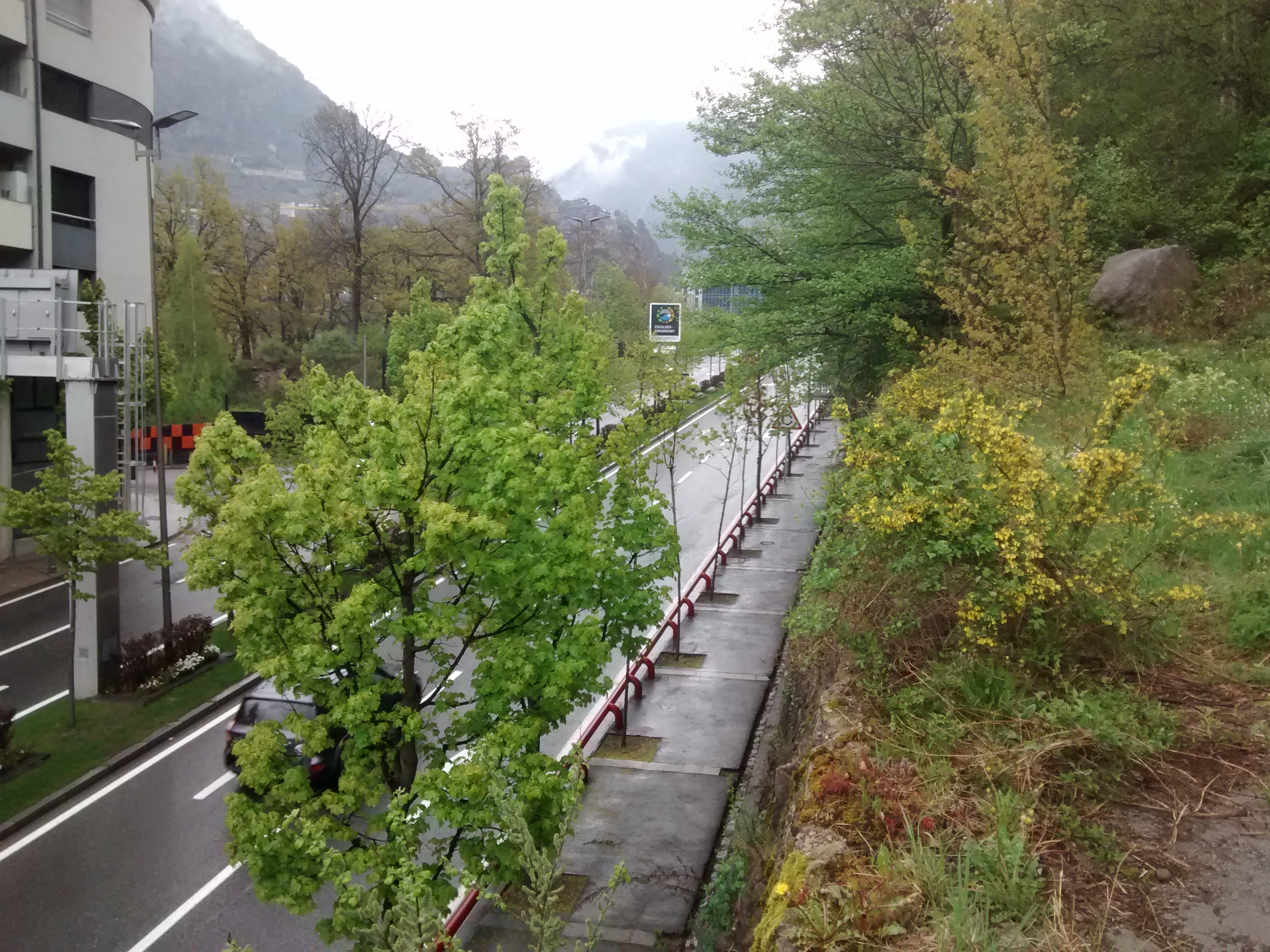
CG-2, una carretera importante de Andorra.

Andorra cuenta con una red de carreteras, con una longitud total de 269 km, de los cuales 198 km están asfaltados, quedando 71 km sin asfaltar. La carretera principal hacia el norte (Francia) pasa por el puerto de Envalira, de 2.409 metros de altura, pero abierto todo el año, ya que también cuenta con un túnel. Las dos carreteras principales que salen de Andorra la Vieja son la CG-1 hacia la frontera española, y la CG-2 hacia la frontera francesa a través del túnel de Envalira, cerca de Pas de la Casa. En invierno, las principales carreteras de Andorra suelen limpiarse rápidamente de la nieve y seguir siendo accesibles, pero la principal carretera de salida de Andorra en el lado francés (RN-20 en el lado francés y CG-2 en el lado andorrano) se limpia con menos frecuencia y a veces se cierra por aludes. Otras carreteras principales que salen de Andorra la Vieja son la CG-3 y la CG-4 hacia Vallnord y Pal, respectivamente. Las carreteras secundarias y los senderos también atraviesan la frontera, pero a veces están cerrados en invierno debido a las profundas nevadas.
Los servicios de autobús cubren todas las áreas metropolitanas y muchas comunidades rurales, con servicios en la mayoría de las rutas principales con una frecuencia de media hora o más durante las horas punta. Hay servicios frecuentes de autobús de larga distancia desde Andorra a Barcelona y al aeropuerto de Barcelona, y también a Toulouse y al aeropuerto de Toulouse, en cada caso en aproximadamente 3 horas. Las rutas de autobús también llegan al aeropuerto de Gerona y a Portugal vía Lérida. Los servicios de autobús son gestionados en su mayoría por empresas privadas, pero algunos locales son operados por el gobierno. Las empresas privadas de autobuses son Autocars Nadal, Camino Bus, Cooperativa Interurbana Andorrana, Eurolines, Hispano Andorrana y Novatel.

## Transporte público
Anexo: Transporte público de Andorra
Los autobuses, el principal medio de transporte de masas, ofrecen un servicio regular a Seo de Urgel y Barcelona en España, y a Perpiñán en Francia. Entre varios teleféricos, el más importante opera entre Encamp y el lago de Engolasters.

## Vías aéreas
No hay aeropuertos para aeronaves de ala fija dentro de las fronteras de Andorra, pero sí hay helipuertos en La Massana (Helipuerto de Camí), Arinsal y Las Escaldas-Engordany con servicios comerciales de helicóptero.
Los aeropuertos cercanos situados en España y Francia permiten al Principado acceder a vuelos internacionales. Hay un aeropuerto situado en la vecina comarca española del Alto Urgel, a 12 km al sur de la frontera andorrana-española, llamado Aeropuerto de Andorra-La Seu. Desde julio de 2015 opera vuelos comerciales a Madrid y Palma de Mallorca, y es el principal centro de operaciones de Air Andorra y Andorra Airlines. A partir del 11 de julio de 2018, no hay vuelos comerciales regulares en el aeropuerto.
Los otros aeropuertos más cercanos están en Perpiñán, Francia (156 km de Andorra) y Lérida, España (160 km de Andorra). Los mayores aeropuertos cercanos son los de Toulouse, Francia (165 km de Andorra) y Barcelona, España (215 km de Andorra). Hay servicios de autobús cada hora desde los aeropuertos de Barcelona y Toulouse hasta Andorra.